# 수잰 황
수잰 황(Suzanne Whang, 1962년 9월 28일 ~ 2019년 9월 17일은 미국의 배우, 텔레비전 진행자, 희극인, 라디오 DJ, 작가, 목사, 제작자, 활동가이다. 한국어 이름은 황보희이다.
13년 간의 암투병 끝에 2019년 9월 17일 56세 나이로 사망하였다.

## 출연 작품

### 영화
- 결혼 만들기 (1992)
- 콘스탄틴 (2005) - 어머니 역
- 머터리얼 걸스 (2006)
- Traci Townsend (2006)
- 네 엄마가 동물들을 죽였다 (2007, Your Mommy Kills Animals) - 본인 (다큐멘터리)
- Son of Morning (2011)
- The Family Weekends (2016)

### 텔레비전
- House Hunters (1999-2011) - 진행
- 라스베가스 (2005-08)
- House Hunters International (2006-12) - 진행